# Overstromingen op de Balkan 2010
De overstromingen op de Balkan begonnen in december 2010. De rivier de Drina op de grens van Bosnië en Herzegovina en Servië trad buiten zijn oevers en ook delen van Montenegro, Albanië en Kosovo zijn overstroomd. Dit komt door hevige regenval. Mensen in Albanië moesten soms zichzelf verplaatsen in bootjes. Albanië is het hardst getroffen. Ongeveer 12.000 mensen zijn in Albanië geëvacueerd. Er zijn geen doden of gewonden gevallen. De buien in december 2010 op de Balkan waren de hevigste sinds mensenheugenis.